# خبازة اليجينية
خبازة اليجينية (الاسم العلمي:Malva iljinii ) هي نوع نباتي يتبع جنس الخبازة من الفصيلة الخبازية.  